# Talorgan mac Drostan
Talorgan mac Drostan est un roi picte d'Atholl mort en 739.

## Origine
Thomas Owen Clancy et James E. Fraser identifie ce roi des Pictes d'Atholl à « Tolarg mac Drostan », le demi-frère du roi Nechtan des Pictes emprisonné sur son ordre en 713. Il serait dans ce cas le fils de Der-Ilei et d'un prince Picte d'Atholl inconnu nommé Drostan/Drestan et également le frère ou demi-frère de l'« exactator Nechtani » (collecteur de tributs), Finnguine mac Drostan tué en 729 avec son propre fils Feroth, dans un combat aux côtés de Nechtan contre le prétendant Oengus Ier
Les Annales irlandaises relèvent que plus tard en 734, Talorgan mac Drostan est arrêté et emprisonné près de Dun Ollaig (Dunolie)  avant d'être exécuté rituellement par noyade en 739 comme roi d'Atholl et sans doute prétendant à la royauté des Pictes, par Oengus Ier, lors de la conquête de la suprématie sur l'ensemble de la future Écosse par ce dernier